# Groupement V/1 de Gendarmerie mobile
Le groupement V/1 de Gendarmerie mobile, créé à Beynes le 1er juillet 1997, avait un rôle de soutien au profit des unités déplacées en île-de-France. Il était l'héritier du groupement des gendarmes auxiliaires (1983-1987) et de formations de soutien qui lui avaient succédé à Dugny. En 2007, il fusionne avec le Groupement IV/1 de Gendarmerie mobile d'Issy-les-Moulineaux.